# أولمبيك سراييفو
نادي أولمبيك سراييفو لكرة القدم (Fudbalski Klub Olimpik Sarajevo) هو نادي كرة قدم من البوسنة والهرسك، تأسس سنة 1993.